# Quiz Lady
A Quiz Lady 2023-as amerikai filmvígjáték, amelyet Jessica Yu rendezett és Jen D'Angelo írt. A főbb szerepekben Awkwafina, Sandra Oh, Jason Schwartzman, Holland Taylor, Tony Hale, Jon "Dumbfoundead" Park és Will Ferrell látható. Ferrell, Awkwafina és Oh a film producerei is voltak Jessica Elbaum, Maggie Haskins, Itay Reiss és D'Angelo mellett.
A film világpremierje 2023. szeptember 9-én volt a Torontói Nemzetközi Filmfesztiválon, és a 20th Century Studios november 3-án mutatta be a Hulu kínálatában az Egyesült Államokban. Magyarországon a HBO Max mutatta be 2024. november 8-án. Általánosságban pozitív véleményeket kapott a kritikusoktól, valamint egy Primetime Emmy-díjat is nyert.

## Cselekmény
Anne élete meglehetősen hétköznapi: egy cég könyvelési osztályán dolgozik egy nagyterű irodában, és soha nem hagyja ki kedvenc kvízműsorának egyetlen epizódját sem, amelyben Terry McTeer a kvízmester. Miután édesanyja elhagyja az idősek otthonát, megtudja, hogy anyjának hatalmas szerencsejáték-adósságai vannak. Anne-t megzsarolják, és elrabolják szeretett kutyáját, Mr. Linguine-t, a mopszot. Hogy megmentse a kutyát, összefog kaotikus nővérével, Jennyvel a szükséges pénz összegyűjtésére.
Az egyetlen lehetőségük, hogy részt vesznek Anne-nel a kvízműsorban, és megnyerik a nyereményt. Az út, amelyen a testvérek elindulnak, az önfelfedezés és az összetartozás útjává válik. Eközben nemcsak Anne kvízszakértői képességeit kell hasznosítaniuk, hanem az egymással való kapcsolatukat is erősíteniük kell, hogy kifizethessék anyjuk szerencsejáték-adósságát és biztonságban visszaszerezzék Anne kutyáját.

## Szereplők
| Szerep            | Színész                 | Magyar hang        |
| ----------------- | ----------------------- | ------------------ |
| Anne Yum          | Awkwafina               | Gubik Petra        |
| Jenny Yum         | Sandra Oh               | Kerekes Andrea     |
| Terry McTeer      | Will Ferrell            | Kerekes József     |
| Francine          | Holland Taylor          | Halász Aranka      |
| Ron Heacock       | Jason Schwartzman       | Csőre Gábor        |
| Mercedes          | Tawny Newsome           | Bogdányi Titanilla |
| Francine szerelme | Paul Reubens            | Kapácsy Miklós     |
| Ken               | Jon "Dumbfoundead" Park | Szatmári Attila    |
| Trav              | Camrus Johnson          | Pál Tamás          |
| Marge             | Angela Trimbur          | Dobó Enikő         |
| Ben Franklin      | Tony Hale               | Kassai Károly      |
| Bart              | Matt Cordova            | Varga Rókus        |
| Glenn             | Alan Heitz              |                    |
| Leah              | Amy Tolsky              |                    |
| Mr. Walters       | Joe Chrest              | Rosta Sándor       |
| "Mr. Linguini"    | Crosby Cookie           |                    |
| Az agy            | Phil LaMarr             |                    |
| Jin kuzin         | Luke Kim                |                    |

### Magyar változat
- Bemondó: Galambos Péter
- Magyar szöveg: Tóth Róbert
- Hangmérnök és vágó: Szabó Miklós
- Gyártásvezető: Gémesi Krisztina
- Szinkronrendező: Szentesi Dorottya
- Produkciós vezető: Jávor Barbara

A szinkront a Direct Dub Studios készítette el.

## A film készítése
2020 októberében jelentették be, hogy a Netflixnél egy cím nélküli filmvígjáték van fejlesztés alatt, amelynek forgatókönyvét Jen D'Angelo írja, a főszereplők pedig Sandra Oh és Awkwafina lesznek. 2021 decemberében a Netflix állítólag otthagyta a filmet, és a jogokat a 20th Century Studios szerezte meg. Jessica Yu lett a rendező.
A film készítése 2022. június 7-én kezdődött, és várhatóan az év július 22-ig tartott; a forgatás Los Angelesben és New Orleansban zajlott. A gyártás kezdetére kiderült, hogy Holland Taylor, Jason Schwartzman, Tony Hale és Will Ferrell is szerepelni fog a filmben. 2023. szeptember 9-én Paul Reubens színész (aki 2023. július 30-án hunyt el) posztumusz önmagát alakítja cameoszerepben.

## Bemutató
2022 júniusában a hírek szerint a filmet a 20th Century Studios a Hulu eredeti filmjeként tervezte megjelentetni az Egyesült Államokban, Latin-Amerikában a Star+-on, más területeken pedig a Disney+-on mutatták be ugyanezen a napon. 2023 júliusában kiderült, hogy a film címe Quiz Lady, a bemutató dátuma pedig 2023. november 3. lesz. Világpremierje a Torontói Nemzetközi Filmfesztiválon mutatták be 2023. szeptember 9-én.